# Catalizador Lindlar
Un catalizador Lindlar es un catalizador heterogéneo formado por paladio precipitado en carbonato de calcio y tratado con acetato de plomo (II) o quinoleína, procedimiento también conocido como envenenamiento del catalizador que tiene como objeto desactivar algunas posiciones activas del paladio. La proporción de paladio en el catalizador es de 5% P/P. Este catalizador es utilizado para la hidrogenación estereoselectiva de alquinos para obtener alquenos Z. Como es el caso de la hidrogenación de 2-pentino para dar cis-2-penteno

Como describió su inventor, el catalizador se prepara mediante la reducción de cloruro de paladio en una suspensión de carbonato de calcio seguida de la adición de plomo. Mediante este procedimiento se obtiene un catalizador con gran área superficial. También, el envenenamiento del catalizador con quinoleína mejora su selectividad para prevenir así la formación de alcanos. 
Como dijimos anteriormente, la reducción presenta estereoselectividad y ocurre mediante una adición sin para dar el alqueno cis o también llamado alqueno Z.
Otros catalizadores heterogéneos útiles para la hidrogenación son: el Catalizador de Adams, el Negro de platino ( el metal de platino con hidrógeno adsorbido) y el Níquel Raney.